# Parlamentswahl in Sri Lanka 2004
Die Parlamentswahl in Sri Lanka 2004 fand am 2. April 2004 statt. Die Wahl war eine um drei Jahre vorgezogene Neuwahl, nachdem Präsidentin Chandrika Kumaratunga (Sri Lanka Freedom Party, SLFP) das Parlament am 7. Februar aufgelöst hatte. Wegen des Bürgerkriegs konnten mehrere Zehntausend Bürger, vor allem Tamilen, ihre Stimmen nicht abgeben, weil die Liberation Tigers of Tamil Eelam trotz des offiziell geltenden Waffenstillstands die Wahl behinderten und viele Vertriebene nicht zu ihren Wahllokalen gelangen konnten. Im Vorfeld der Wahlen ereigneten sich vermehrt Anschläge und gewaltsame Zusammenstöße zwischen Regierungskräften und Rebellen.
64.000 Polizisten bewachten die Wahllokale am Wahltag, rund 25.000 lokale und internationale Wahlbeobachter waren ebenfalls anwesend. Abgesehen von vereinzelten Vorwürfen von Wahlbetrug in der Nordprovinz wurde der Wahlvorgang selbst als weitgehend regulär beschrieben. Die Wahlbeteiligung betrug rund 75 %.
Die United People’s Freedom Alliance, das Wahlbündnis von Präsidentin Kamaratunga, gewann über 4 Millionen Stimmen und 105 Sitze (+12), während die bisher regierende United National Front von Premierminister Ranil Wickremesinghe 3,5 Millionen Stimmen und 82 Sitze errang.

## Vorgeschichte
Bei der vorangegangenen Parlamentswahl im Dezember 2001 hatte das Parteienbündnis der United National Front unter Führung der United National Party (UNP) zusammen mit dem verbündeten Muslim Congress 114 der 225 Parlamentssitze und damit eine knappe Mehrheit gewonnen. Die UNF-Koalition wurde außerdem durch die 15 Parlamentarier starke Fraktion der Tamil National Alliance (TNA) gestützt. Danach war eine Regierung unter Führung von Premierminister Ranil Wickremesinghe (UNP) gebildet worden. Es bestand somit die Situation, dass der Premierminister und die Staatspräsidentin Chandrika Kumaratunga rivalisierenden politischen Parteien angehörten. Komplizierend kam hinzu, dass das persönliche Verhältnis zwischen Wickremesinghe und Kumaratunga von tiefem Misstrauen geprägt war.
Im Februar 2002 trat ein Waffenstillstand zwischen der Regierung und der tamilischen Rebellenorganisation LTTE (‚Tamil Tigers‘) in Kraft. Die anfänglich zunächst sehr vielversprechend verlaufenden Friedensgespräche gerieten jedoch ab April 2003 ins Stocken. Präsidentin Kumaratunga warf der Regierung Wickremesinghe vor, der LTTE zu viele Konzessionen zu machen und die Einheit Sri Lankas, sowie singhalesische Interessen zu gefährden. Am 4. November entließ sie drei wichtige Kabinettsminister (für Verteidigung, Inneres, Informationsministerium) und unterstellte deren Ressorts ihrer eigenen Verantwortung. Wickremesinghe sah sich danach außerstande, die Verhandlungen mit der LTTE ohne seine Minister fortzuführen. Schließlich löste die Präsidentin das Parlament auf und setzte Neuwahlen für den 2. April 2004 an.
Im Januar 2004 war es auf Initiative der Präsidentin zur Bildung einer linken Parteienallianz, der United People’s Freedom Alliance (UPFA), zwischen der SLFP und der radikal-marxistisch-nationalistischen Janatha Vimukthi Peramuna (JVP) gekommen. Das Bündnis war insbesondere innerhalb der SLFP aufgrund der Vergangenheit der JVP als terroristische Organisation stark umstritten. Erstmals nahm auch die Jathika Hela Urumaya (JHU), eine singhalesisch-nationalistische, buddhistische Partei an der Wahl teil. Alle JHU-Kandidaten waren buddhistische Mönche. Ihre direkte Teilnahme an der Politik war ebenfalls sehr umstritten.

## Wahlmodus
Die Wahl erfolgte nach dem Modus, wie er seit 1989 in Sri Lanka gültig ist. Von den 225 Parlamentsabgeordneten wurden 196 in insgesamt 22 Mehrpersonen-Wahlkreisen gewählt. In jedem Wahlkreis galt eine separate 5 %-Sperrklausel. Die Wähler hatten dabei die Möglichkeit, die Kandidaten auf den Parteilisten nach erster, zweiter und dritter Präferenz zu ordnen. Weitere 29 Parlamentssitze wurden nach Verhältniswahlrecht aufgrund des relativen landesweiten Stimmenanteils der Parteien bestimmt.

## Wahlkampf
Im Wahlkampf war erstmals die Verwendung von Wahlplakaten untersagt, was möglicherweise dazu beitrug, dass der Wahlkampf weniger von gewalttätigen Auseinandersetzungen bestimmt war, als bei den vorangegangenen Wahlen. Insgesamt kamen fünf Personen, darunter zwei Kandidaten (1 UNF, 1 TNA), in Zusammenhang mit dem Wahlkampf ums Leben, 15 weitere wurden ernsthaft und 350 leicht verletzt. Drei Tötungen wurden der LTTE zur Last gelegt, die damit mutmaßlich unliebsame tamilische Konkurrenten beseitigen wollte.
Ein Hauptthema waren die ins Stocken geratenen Verhandlungen mit der LTTE, die zur Polarisierung der öffentlichen Meinung und zu Gewinnen von nationalistischen Gruppierungen führte. Ein anderes Feld der Auseinandersetzung war die Wirtschaftspolitik. Die Regierung Wickremesinghe hatte eine Liberalisierung der Wirtschaft betrieben, die von der Opposition zum Teil scharf kritisiert wurde, da sie nur einer kleinen Minderheit zugutekomme. Arbeitslosigkeit und wirtschaftliche Perspektivlosigkeit bildeten weiter gravierende Probleme. Von verschiedenen Seiten wurde Premierminister angelastet, dass er nicht energisch genug gegen die im Regierungsapparat grassierende Korruption vorgegangen sei. Der Wahlkampf war durch kleiner Veranstaltungen und Haus-zu-Haus-Wahlwerbung bzw. Wahlwerbung in den Medien gekennzeichnet. Große Massenveranstaltungen gab es kaum. Lediglich die JHU brachte auf eine Großveranstaltung in Colombo etwa 5000 Anhänger zusammen. Der Wahlkampf wurde durch eine Wahlbeobachtermission der Europäischen Union begleitet. Der Wahlkampf im Süden der Insel wurde als weitgehend frei und unbehindert beurteilt. In den Gebieten im Norden und Osten, in denen die LTTE aktiv waren, konnte jedoch nur die TNA ihre Aktivitäten frei entfalten. Vor allem im Bezirk Jaffna sahen sich die Eelam People’s Democratic Party (EPDP) und der dort als Unabhängiger antretende Kandidat Anandasangaree psychologischem Druck oder offenen Drohungen ausgesetzt. Den staatlichen Medien wurde seitens der Opposition der Vorwurf gemacht, einseitig im Sinne der Regierung zu berichten. Umgekehrt warfen die Regierungsanhänger den privaten Medien (z. B. The Island, The Daily Mirror, Veerekesari) vor, die UNP zu unterstützen.
6,53 Prozent der Kandidaten waren Frauen, von denen zehn (4,4 Prozent der Abgeordneten) gewählt wurden (5 UPFA, davon 2 JVP, 4 UNP, 1 TNA).

## Ergebnis

### Gesamtergebnis
Die UPFA wurde mit 105 von 225 Sitzen (46,7 %) zur stärksten Fraktion, verfehlte aber die absolute Mehrheit. Die UNP wurde zweitstärkste Partei (82 Sitze, 36,4 %), gefolgt von TNA (22 Sitze, 9,8 %), JHU (9 Sitze, 4 %) und SLMC (5 Sitze, 2,2 %). Je ein Sitz ging an die linkssozialistischen Parteien UCPF und EPDP
| Partei/Wahlbündnis    | Partei/Wahlbündnis                                 | Kürzel | Stimmen   | Prozent | Sitze      | Sitze      | Sitze     |
| Partei/Wahlbündnis    | Partei/Wahlbündnis                                 | Kürzel | Stimmen   | Prozent | landesweit | Wahlkreise | insgesamt |
| --------------------- | -------------------------------------------------- | ------ | --------- | ------- | ---------- | ---------- | --------- |
|                       | United People’s Freedom Alliance                   | UPFA   | 4.223.970 | 45,60   | 13         | 92         | 105       |
|                       | United National Party                              | UNP    | 3.504.200 | 37,83   | 11         | 71         | 82        |
|                       | Tamil National Alliance                            | TNA    | 633.654   | 6,84    | 2          | 20         | 22        |
|                       | Jathika Hela Urumaya (Partei des nationalen Erbes) | JHU    | 552.724   | 5,97    | 2          | 7          | 9         |
|                       | Sri Lanka Muslim Congress                          | SLMC   | 186.876   | 2,02    | 1          | 4          | 5         |
|                       | Up-Country People’s Front                          | UCPF   | 49.728    | 0,54    | 0          | 1          | 1         |
|                       | Eelam People’s Democratic Party                    | EPDP   | 24.955    | 0,27    | 0          | 1          | 1         |
| Alle übrigen zusammen | Alle übrigen zusammen                              |        | 86.625    | 0,94    | 0          | 0          | 0         |
| Summe                 | Summe                                              | Summe  | 9.262.732 | 100,0   | 29         | 196        | 225       |

### Ergebnisse nach Wahlkreisen
Auf Ebene der Wahlkreise gewann die UPFA 92 Sitze (46,9 % der Sitze), die UNP 71 (36,2 %), die TNA 20 (10,2 %), die JHU 7 (3,6 %), der SLMC 4 (2,0 %) und die UCPF sowie EPDP je einen Sitz (0,5 %).
Bezogen auf die Wählerstimmen erzielte die UPFA die absolute Mehrheit in 11 der 22 Wahlkreise. Die UNP erreichte dies nur in einem Wahlkreis (Nuwara Eliya). Kandidaten der TNA traten nur in den Wahlkreisen der Nord- und Ostprovinz an und erzielte hohe Zustimmungsraten in den nördlichen tamilischen Wahlkreisen Jaffna, Batticaloa und Vanni, sowie geringere in den westlichen Wahlkreisen Trincomalee und Digamadulla. Der SLMC kandidierte nur in der Ostprovinz und im nördlichen Wahlkreis Jaffna und gewann insgesamt 4 Mandate in der Ostprovinz. JHU war vor allem in der Westprovinz erfolgreich.
Die Wahlbeteiligung war mit 47,38 % im Abstand am niedrigsten im Wahlkreis Jaffna, was der angespannten Sicherheitslage geschuldet war.
| Wahlkreis      | Gültige Stimmen | Sitze | UPFA  | UPFA  | UNP   | UNP   | TNA   | TNA   | JHU   | JHU   | SLMC  | SLMC  | Andere | Andere | Wahlbe- teiligung |
| Wahlkreis      | Gültige Stimmen | Sitze | %     | Sitze | %     | Sitze | %     | Sitze | %     | Sitze | %     | Sitze | %      | Sitze  | Wahlbe- teiligung |
| -------------- | --------------- | ----- | ----- | ----- | ----- | ----- | ----- | ----- | ----- | ----- | ----- | ----- | ------ | ------ | ----------------- |
| Colombo        | 1.057.966       | 20    | 39,20 | 8     | 41,76 | 9     | –     | 0     | 18,02 | 3     | –     | 0     | 1,02   | 0      | 74,71             |
| Gampaha        | 990.002         | 17    | 51,51 | 9     | 37,13 | 6     | –     | 0     | 10,36 | 2     | –     | 0     | 1,0    | 0      | 77,68             |
| Kalutara       | 563.019         | 10    | 51,72 | 6     | 37,78 | 3     | –     | 0     | 10,06 | 1     | –     | 0     | 0,44   | 0      | 79,58             |
| Kandy          | 627.866         | 12    | 42,71 | 5     | 49,99 | 6     | –     | 0     | 6,72  | 1     | –     | 0     | 0,58   | 0      | 76,46             |
| Matale         | 220.062         | 5     | 49,19 | 3     | 45,73 | 2     | –     | 0     | 4,01  | 0     | –     | 0     | 1,07   | 0      | 76,66             |
| Nuwara Eliya   | 327.609         | 7     | 25,32 | 2     | 54,02 | 4     | –     | 0     | 1,36  | 0     | –     | 0     | 19,3   | 1      | 80,70             |
| Galle          | 541.511         | 10    | 56,58 | 6     | 38,67 | 4     | –     | 0     | 4,22  | 0     | –     | 0     | 0,53   | 0      | 79,79             |
| Matara         | 400.233         | 8     | 60,27 | 5     | 34,89 | 3     | –     | 0     | 4,05  | 0     | –     | 0     | 0,79   | 0      | 76,84             |
| Hambantota     | 279.310         | 7     | 64,05 | 5     | 35,40 | 2     | –     | 0     | 0,12  | 0     | –     | 0     | 0,43   | 0      | 77,28             |
| Jaffna         | 284.026         | 9     | –     | –     | –     | –     | 90,60 | 8     | –     | –     | 0,70  | 0     | 8,7    | 1      | 47,38             |
| Vanni          | 140.377         | 6     | 5,17  | 0     | 23,95 | 1     | 64,71 | 5     | 0,05  | 0     | –     | 0     | 6,12   | 0      | 66,64             |
| Batticaloa     | 241.375         | 5     | 10,88 | 0     | 2,55  | 0     | 66,71 | 4     | 0,01  | 0     | 17,87 | 1     | 1,98   | 0      | 83,58             |
| Digamadulla    | 290.361         | 7     | 38,49 | 3     | 14,51 | 1     | 19,13 | 1     | 1,14  | 0     | 26,37 | 2     | 0,36   | 0      | 81,42             |
| Trincomalee    | 182.794         | 4     | 16,99 | 1     | 8,59  | 0     | 37,72 | 2     | 0,43  | 0     | 35,66 | 1     | 0,61   | 0      | 85,44             |
| Kurunegala     | 793.647         | 16    | 51,93 | 9     | 42,94 | 7     | –     | 0     | 4,72  | 0     | –     | 0     | 0,41   | 0      | 76,55             |
| Puttalam       | 289.763         | 8     | 49,28 | 5     | 46,64 | 3     | –     | 0     | 3,45  | 0     | –     | 0     | 0,63   | 0      | 69,15             |
| Anuradhapura   | 372.125         | 8     | 57,22 | 5     | 39,94 | 3     | –     | 0     | 2,16  | 0     | –     | 0     | 0,68   | 0      | 76,52             |
| Polonnauwa     | 185.261         | 5     | 57,35 | 3     | 40,84 | 2     | –     | 0     | 1,30  | 0     | –     | 0     | 0,51   | 0      | 77,91             |
| Badulla        | 370.178         | 8     | 48,26 | 3     | 49,09 | 5     | –     | 0     | 1,87  | 0     | –     | 0     | 0,78   | 0      | 78,33             |
| Monaragala     | 192.113         | 5     | 61,14 | 3     | 36,99 | 2     | –     | 0     | 1,39  | 0     | –     | 0     | 0,48   | 0      | 78,00             |
| Ratnapura      | 492.003         | 10    | 53,14 | 6     | 41,77 | 4     | –     | 0     | 4,23  | 0     | –     | 0     | 0,86   | 0      | 80,42             |
| Kegalle        | 421.131         | 9     | 50,88 | 5     | 44,32 | 4     | –     | 0     | 4,28  | 0     | –     | 0     | 0,52   | 0      | 78,35             |
| Gesamtergebnis | 9.248.152       | 196   | 45,60 | 92    | 37,83 | 71    | 6,84  | 20    | 5,97  | 7     | 2,02  | 4     | 0,97   | 2      | 75,96             |

1. 1 2  Für die Up-Country People’s Front 15,18 % und 1 Sitz.
2. 1 2  Für die Eelam People’s Democratic Party 6,55 % und 1 Sitz.

## Nach der Wahl
Der Ablauf der Wahl wurde von der EU-Beobachtermission als weitgehend geordnet und gut organisiert beurteilt.
Nach der Wahl beauftragte Präsidentin Kamaratunga den bisherigen Oppositionsführer Mahinda Rajapaksa (SLFP) als Premierminister mit der Regierungsführung. Das neue Parlament trat erstmals am 22. April 2004 zusammen. Als Parlamentspräsident wurde W. J. M. Lokubandara gewählt.
Nach der Auflösung des Parlaments durch Mahinda Rajapaksa, seit 2005 Präsident von Sri Lanka, im Februar 2010 fanden die nächsten Parlamentswahlen am 8. und 20. April 2010 statt.